# 清水康夫
清水 康夫（しみず やすお、1954年 - ）は、日本の工学者、技術者。群馬県藤岡市出身。本田技研工業の本田技術研究所主任研究員。自動車技術会会員・日本機械学会会員。電動パワーステアリング（EPS）の発明者。可変ギヤ比ステアリング（VGS）の発明者。

## 略歴
- 1954年: 群馬県藤岡市生まれ
- 群馬県立藤岡高等学校卒業[2]
- 1978年: 東京電機大学工学部精密機械工学科卒業
- 1990年: 本田技術研究所主任研究員
- 2012年: 博士（工学）の学位を取得
- 2014年6月 – : 東京電機大学工学部先端機械工学科教授

## 受賞
- 2001年: 第51回自動車技術会賞・論文賞
- 2001年: 日本機械学会 交通・物流部門 業績賞
- 2002年: 第52回自動車技術会賞・技術開発賞
- 2005年: 第55回自動車技術会賞・論文賞[3]
- 2005年: 平成17年度全国発明表彰・特別賞・特許庁長官賞
- 2006年: 市村産業賞・本賞[4]
- 2009年: 平成21年度科学技術分野の文部科学大臣表彰・科学技術賞（開発部門）
- 2010年: 第60回自動車技術会賞・論文賞
- 2011年: 紫綬褒章受勲[5]
- 2011年: 秋の園遊会出席
- 2012年: 日本機械学会 交通・物流部門 部門大会賞
- 2014年: 日本機械学会 交通・物流部門 部門大会賞
- 2014年: 第64回自動車技術会賞・技術貢献賞受賞

## 著作・記事・論文

### 著作
- ワイガヤの本質 ”ひらめき”は必然的に起こせる（200ページ ソフトカバー）日刊工業新聞社 (2018/3/26)
- 先端自動車工学（333ページ ソフトカバー) 東京電機大学出版局 (2016/2/20)

### 記事
- 巻頭言；自動車開発史にみるイノベイション，常識と非常識，多摩川技報 Vol.32,No.1(2015/11)
- “ひらめき”を具現化するデザインシンキング「ホンダのワイガヤ」，日本機械学会2015年度年次大会[2015.9.13-16]
- メカライフ特集　起のものづくり，電動パワーステアリングの誕生，日本機械学会誌 12月号(2013/12)
- 自動車の油圧機器の課題 ―パワーステアリングの省動力化への取り組み―,（株）日本工業出版,油空圧技術,Vol.41,No.13,2002
- How to 発明 part1 全国発明表彰受賞者に聞く,（社）発明協会,発明 THE INVENTION,Vol.103,2006 No.1,2006
- 特集21世紀社会で働く「賢いクルマ」―ここまで来た自動車の世界、ドライバーを支援する「賢いクルマ」―交通事故ゼロを目指して―，（株）オーム社，技術総合誌ＯＨＭ2012年8月号

### テキスト
- EPS(電動パワーステアリング)の基礎と最近の応用例について,（社）日本機械学会,講習会テキストNo02-62,とことんわかる自動車のモデリングと制御2002
- ステアリング制御技術の最前線 -操舵反力トルク制御と可変ギヤ比制御について―,（社）自動車技術会,シンポジウムテキストNo.04-03, アクティブセイフティ技術の最前線, 2003

### 論文
- Development of Electric Power Steering ,SAE paper No.910014,1991
- 電動パワーステアリングのシステム設計における信頼性について,（財）日本科学技術連盟,第22回日科技連信頼性・保全性シンポジウム講演論文集,Session3-4,1992
- Improvement in driver-vehicle system performance by varying steering gain with vehicle speed and steering angle:VGS(Variable Gear-ratio Steering system),SAE paper No.1999-01-0395,1999
- VGS(Variable Gear-ratio Steering)の開発“理想のステアリングを目指して”,（社）日本機械学会,第10回交通・物流部門大会特別講演,第10回交通・物流部門大会講演論文集,No.01-36,2001
- べき関数形復元力モデルを用いた等価線形系解析手法によるステアフィール評価,(社)日本機械学会,日本機械学会論文集,C編,70巻,697号,No.04-0113,2004
- Control for Moment of Motor Inertia on EPS,SAE paper No2006-01-1179,2006
- Reduction of Cogging Torque in DC rushless Motors for Electric Power Steering,JSME,Journal of Mechanical Systems for Transportation and Logistics,Vol.1,No.1,2008
- Heat Treatment for the Stabilization of  Hydrogen and Vacancies in Electrodeposited Ni－Fe Alloy Films, The Japan Institute of Metals,Materials Transactions,Vol.49,No.12(2008),2008
- EPS（電動パワーステアリング）用ラックアンドピニオンの高強度化に関する一考察,（社）日本機械学会,日本機械学会論文集,C編,75巻,754号,No.08-1080,2009
- EPS 用DCブラシレスモータの弱め界磁制御時における振動現象に関する一考察,（社）日本機械学会,日本機械学会論文集,C編,76巻,770号,No.10-0039,2010
- 電動パワーステアリングの操舵終端における摩擦・ばね衝撃吸収理論の提案,（社）日本機械学会,日本機械学会論文集,C編,78巻,794号, No.2012-JCR-0133,2012
- ステアリング捩じり剛性が車両の操縦性に及ぼす影響に関する一考察，（社）日本機械学会,日本機械学会論文集,Vol.81,No.827,2015
- 電動パワーステアリングにおける等価摩擦付与制御の提案，（社）日本機械学会,日本機械学会論文集,Vol.81,No.830,2015